# Edward Sels

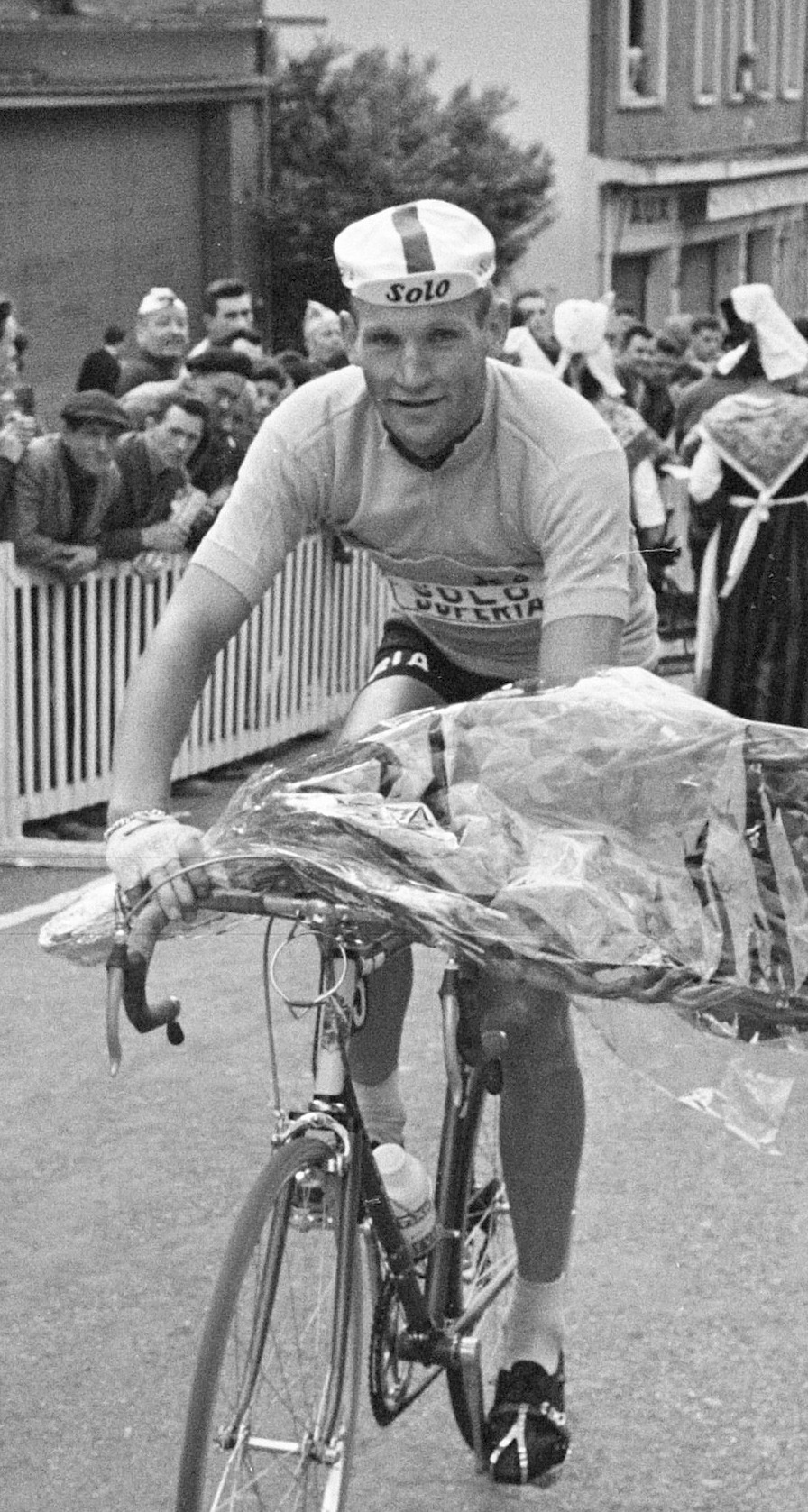
Edward Sels, 1964

Edward Sels (* 27. August 1941  in Vorselaar) ist ein ehemaliger belgischer Radrennfahrer.
1961 wurde Edward Sels Belgischer Militärmeister im Straßenrennen; im Jahr darauf belegte er bei den Belgischen Amateur-Meisterschaften den dritten Platz und siegte bei der Flandern-Rundfahrt in der Klasse der Amateure. 1962 siegte er in der 9-Provinzen-Rundfahrt. Er startete bei den UCI-Straßen-Weltmeisterschaften im selben Jahr, konnte das Rennen aber nicht zu Ende bestreiten; nach der Reichung eines Getränks durch seinen Trainer sei er mit Krämpfen vom Rad gefallen, berichtete er später.
Anschließend trat Sels zu den Profis über. Als solcher errang er zahlreiche Siege bei belgischen Kriterien, war aber auch international erfolgreich. So gewann er mehrere Etappen der Vuelta a España, erreichte vordere Plätze bei Paris–Roubaix, Gent–Wevelgem, Omloop Het Volk, gewann 1967 die Ronde van Limburg, den Großen Preis des Kantons Aargau und 1968 das Rennen Schaal Sels Merksem.
1964 wurde Sels Belgischer Straßenmeister der Profis; 1965 gewann er Paris-Brüssel und 1966 die Flandern-Rundfahrt. 1965 wurde er Zweiter der Flandern-Rundfahrt und gewann den Grote Prijs Marcel Kint. Fünfmal nahm er zwischen 1964 und 1970 an der Tour de France teil, bei der Austragung 1964 gewann er vier Etappen, trug zwei Tage lang das Gelbe Trikot und wurde 33. der Gesamtwertung. Bei vier weiteren Teilnahmen gab er vorzeitig auf, konnte aber 1965 eine weitere Etappe gewinnen und 1966 trotz seiner späteren Aufgabe bei der Wertung für das Grüne Trikot den dritten Platz belegen.
Ab 1971 hatte er sportlich wenig Erfolg. 1972 bekam er letztmals einen Vertrag bei Goldor-Ijsboerke; es gab jedoch Streit, weil sein Schwager in seinem Getränkehandel anderes Bier als die Marke Goldor verkaufte. Sels trat vom Radsport zurück und eröffnete seinerseits einen Getränkehandel.
Edward Sels entstammte sehr ärmlichen Verhältnissen; er wurde während des Kriegs in einem Wohnwagen geboren und hatte vier Geschwister. Seine Schwester Rosa wurde 1960 Belgische Straßenmeisterin und 1960 sowie 1963 Vize-Weltmeisterin, und auch sein jüngerer Bruder Karel war ein guter Rennfahrer.